# Louka Prip Andreasen
Louka Prip Andreasen (født 29. juni 1997) er en dansk fodboldspiller, der spiller for Jagiellonia.

## Klubkarriere

### Hvidovre IF
I U/19 Divisionen 2014-15 scorede han 11 mål, således han blev delt nummer 4 på sæsonens topscorerliste.
Han var i november 2017 til prøvetræning i AaB.

### AC Horsens
Han blev den 14. januar 2019 købt af AC Horsens fra 1. divisionsklubben Hvidovre IF. Han skrev under på en kontrakt med AC Horsens, der løber frem til den 31. december 2022.
Debuten i Superligaen fik han den 10. februar 2019, da han blev skiftet ind efter 57 minutter i stedet for Thomas Kortegaard i en 0-0-kamp ude mod Hobro IK i forårspremieren.
Han nåede at spille 82 officielle kampe, og scorede 15 mål, samt seks assists i den gule trøje.

### AaB
Den 18. juni 2021 offentliggør AaB købet af Louka Prip. Han har skrevet kontrakt med AaB indtil 30. juni 2025.